# Emmesomyia megaloceros
Emmesomyia megaloceros este o specie de muște din genul Emmesomyia, familia Anthomyiidae, descrisă de Griffiths în anul 1984. Conform Catalogue of Life specia Emmesomyia megaloceros nu are subspecii cunoscute.